# Тендерное сопровождение
Тендерное сопровождение — комплекс B2B услуг, который заключается в подготовке и сопровождении компаний участвующих в государственных №44-ФЗ и полугосударственных №223-ФЗ закупках, коммерческих тендерах ПАО (Публичное акционерное общество) и АО (Акционерное общество) и предварительных отборах по 615-ПП РФ (Капитальный ремонт).

## Виды тендерного сопровождения
Существует два вида тендерного сопровождения:
- Локальное - помощь ограниченного характера в решении конкретных задач;

- Комплексное - полный спектр услуг связанных с участием в торгах.
- Разовые услуги по тендерному сопровождению

## Комплекс услуг тендерного сопровождения
Услуги в рамках тендерного сопровождения:
- получение или перевыпуск ЭЦП (электронная цифровая подпись);

- аккредитация всех видах ЭТП (электронная торговая площадка);

- настройка АРМ (клиентское автоматизированное рабочее место);

- поиск тендеров;

- анализ закупочной документации;

- анализ конкурентоспособности;

- подготовка пакета документов для участия;

- подача заявки для участия в торгах;

- содействие в получении банковской гарантии или кредита под исполнение контракта;

- участие в торгах от лица компании-заказчика;

- юридическое сопровождение и правовая поддержка;

- представление интересов компании-участника в ФАС и Арбитражном суде (Жалобы в ФАС на положение Закупки, на действия или бездействие Заказчика, Запросы на разъяснение документов Закупки, защита от штрафов и расторжения);

- предотвращение и оспаривание попадания компании в РНП (Реестр недобросовестных поставщиков);

- получение допусков СРО;

- лицензирование (Лицензия МЧС, лицензия ФСБ, лицензия Министерства культуры);

- сопровождение на этапах исполнения контракта.